# Oxymycterus amazonicus
Oxymycterus amazonicus är en gnagare i släktet grävmöss som förekommer i Amazonområdet.

## Utseende
Vuxna exemplar är 14,0 till 14,4 cm långa (huvud och bål) och har en 8,6 till 9,5 cm lång svans. Bakfötternas längd är cirka 2,9 cm och öronen är 1,6 till 2,0 cm stora. Viktuppgifter saknas. Liksom andra arter av släktet har Oxymycterus amazonicus en spetsig nos, små ögon och kraftiga klor. De avrundade öronen är delvis synliga utanför pälsen. Ovansidan är täckt av mörkbrun päls och på undersidan förekommer orangeröd päls, förutom på strupen som är rosa till vitaktig. Typiskt är även individernas intensiva lukt.
Arten liknar mest Oxymycterus delator men Oxymycterus amazonicus har ett kortare gomben (os palatinum) och pälsen på ovansidan är inte svartaktig.

## Utbredning
Utbredningsområdet ligger i Brasilien söder om Amazonfloden i delstaterna Mato Grosso, Rondônia och Pará. Habitatet utgörs av ursprungliga regnskogar i låglandet och dessutom besöks återskapade skogar och buskskogar. Några exemplar hittades på odlingsmark.

## Ekologi
Individerna är troligen nattaktiva och de vistas främst på marken. På grund av artens morfologi borde den vara lämplig för ett underjordiskt levnadssätt. Komplexa tunnelsystem blev däremot inte dokumenterade. Ett exemplar hittades i magsäcken av en näsgropsorm av släktet Bothrops.

## Status
För beståndet är inga hot kända och i utbredningsområdet inrättades några skyddszoner. IUCN listar Oxymycterus amazonicus som livskraftig (LC).